# Madroelhaven
De Madroelhaven is een haven bij Pernis aan de Nieuwe Maas, naast de Beneluxtunnels.